# Lynchia minor
Lynchia minor är en tvåvingeart som först beskrevs av Jacques-Marie-Frangile Bigot 1858.  Lynchia minor ingår i släktet Lynchia och familjen lusflugor. Inga underarter finns listade i Catalogue of Life.